# Golczewo
Golczewo è un comune urbano-rurale polacco del distretto di Kamień Pomorski, nel voivodato della Pomerania Occidentale.
Ricopre una superficie di 175,39 km² e nel 2005 contava 6 077 abitanti.